# 226
226 (CCXXVI) je bilo navadno leto, ki se je po julijanskem koledarju začelo na nedeljo.

## Dogodki
- ustanovljeno mesto Bišapur, Iran

## Smrti
- 29. junij - Cao Pi, prvi cesar Cao Veja (* ok. 187)